# 天星街道
天星街道，原为天星镇，是中华人民共和国四川省达州市渠县下辖的一个乡镇级行政单位。2019年12月，撤镇设街道，以原天星镇文峰社区、天星社区、滨江社区、濛山社区、中心社区、五井村、长青村、天星村、八濛村所属行政区域为天星街道的行政区域。原天星镇合力社区、新园社区、文昌社区、合力村和划为合力镇的行政区域。

## 行政区划
天星街道下辖以下地区：
文峰社区、合力社区、天星社区、滨江社区、濛山社区、新园社区、五井村、长青村、中心村、文昌村、合力村、天星村和八蒙村。